# قشا
قرية قشا هي إحدى القرى التابعة لمركز مشتول السوق في محافظة الشرقية في جمهورية مصر العربية. حسب إحصاءات سنة 2006، بلغ إجمالي السكان في قشا 4400 نسمة، منهم 2267 رجل و2133 امرأة.

## التاريخ
قرية قشا من القرى القديمة، حيث وردت باسم «قشا» من أعمال الشرقية في كتاب «التحفة السنية في أسماء البلاد المصرية» لابن الجيعان الذي حصر القرى المصرية بعد الروك الناصري الذي أجراه السلطان المملوكي الناصر محمد بن قلاوون سنة 715هـ/1315م، وقال ابن الجيعان أنها من كفور مشتول الطواحين. وفي العصر العثماني وردت باسم «قشا» في التربيع العثماني الذي أجراه الوالي العثماني سليمان باشا الخادم في عصر السلطان العثماني سليمان القانوني ضمن قرى ولاية الشرقية، وفي تاريخ 1228هـ/1813م الذي عدّ قرى مصر بعد المسح الذي قام به محمد علي باشا باسم «قشا» ضمن قرى مديرية الشرقية.